# Arthropodine
Arthropodin ist ein wasserlösliches Gemisch von wahrscheinlich Hunderten verschiedener Strukturproteine, die neben dem Chitin Hauptbestandteil des Exoskeletts (Cuticula) von Gliederfüßern (Arthropoda) sind. Durch Chinone sklerotisiert, wird es zum wasserundurchlässigen Sklerotin, wodurch dem Exoskelett der Gliederfüßer seine Härte verliehen wird. Damit verbunden ist eine Umfärbung in Braun bis Schwarz.
Arthropodine sind dem Keratin der Wirbeltiere analog. Allerdings enthält es keinen Schwefel, weshalb es bei Verbrennung nicht so sehr stinkt wie beispielsweise verbranntes Haar oder verbrannte Haut.